# Koszary Łazienkowskie w Warszawie

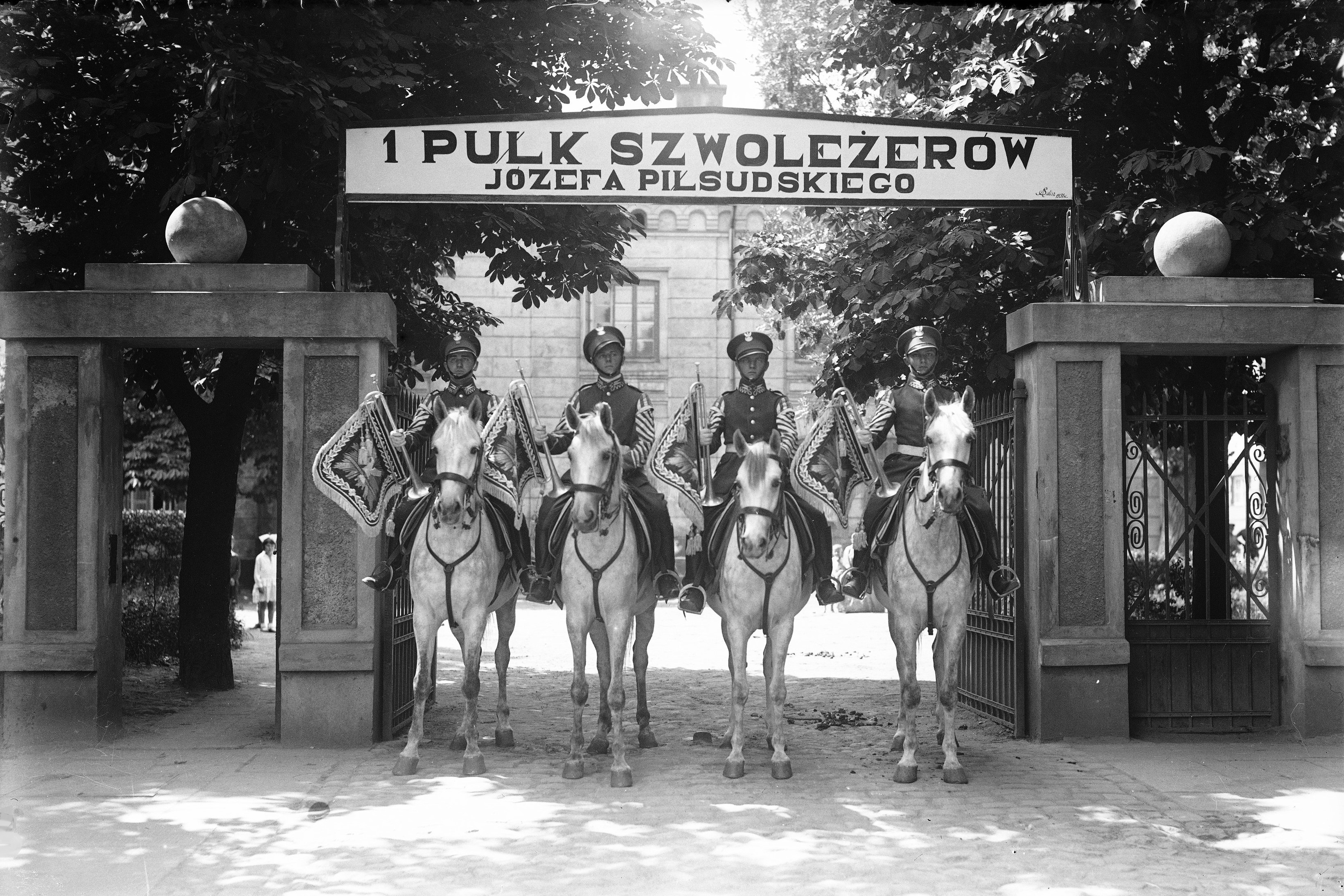
Fanfarzyści 1 pułku szwoleżerów w bramie koszar pułku; 1931

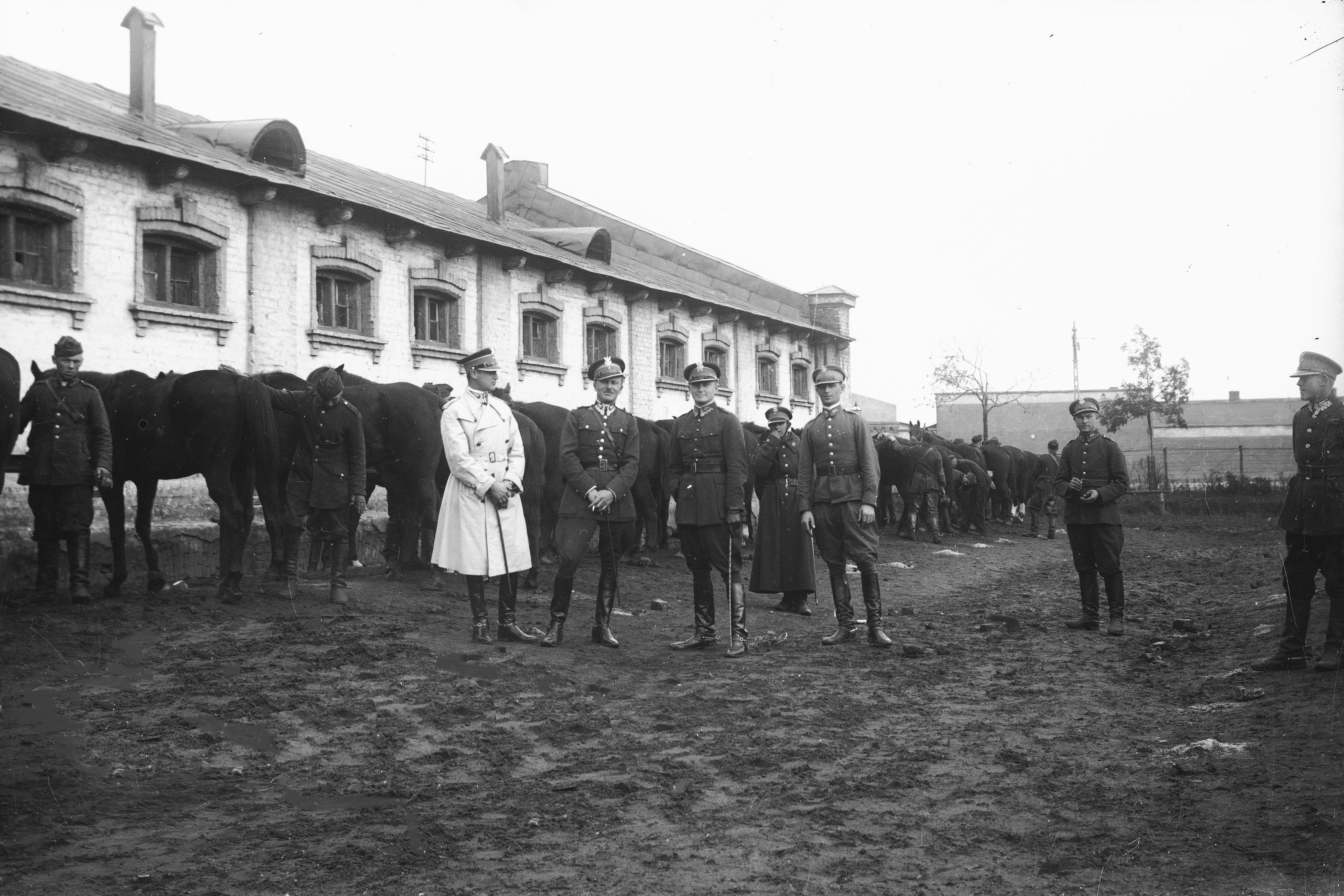
Żołnierze 1 pułku szwoleżerów czyszczą konie przed stajnią

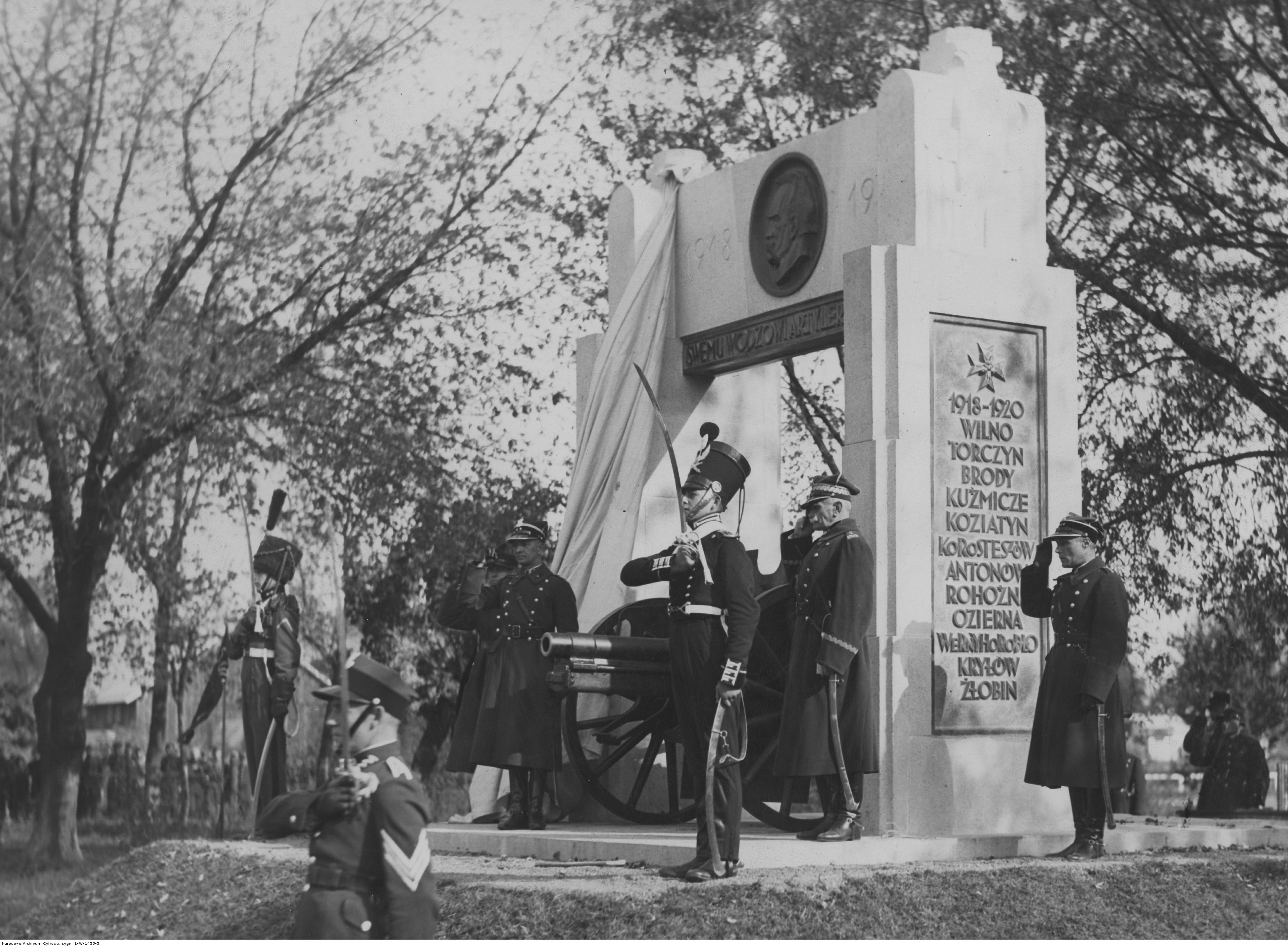
Święto 15-lecia artylerii konnej w Warszawie – odsłonięcie pomnika Józefa Piłsudskiego na terenie koszar 1 dak

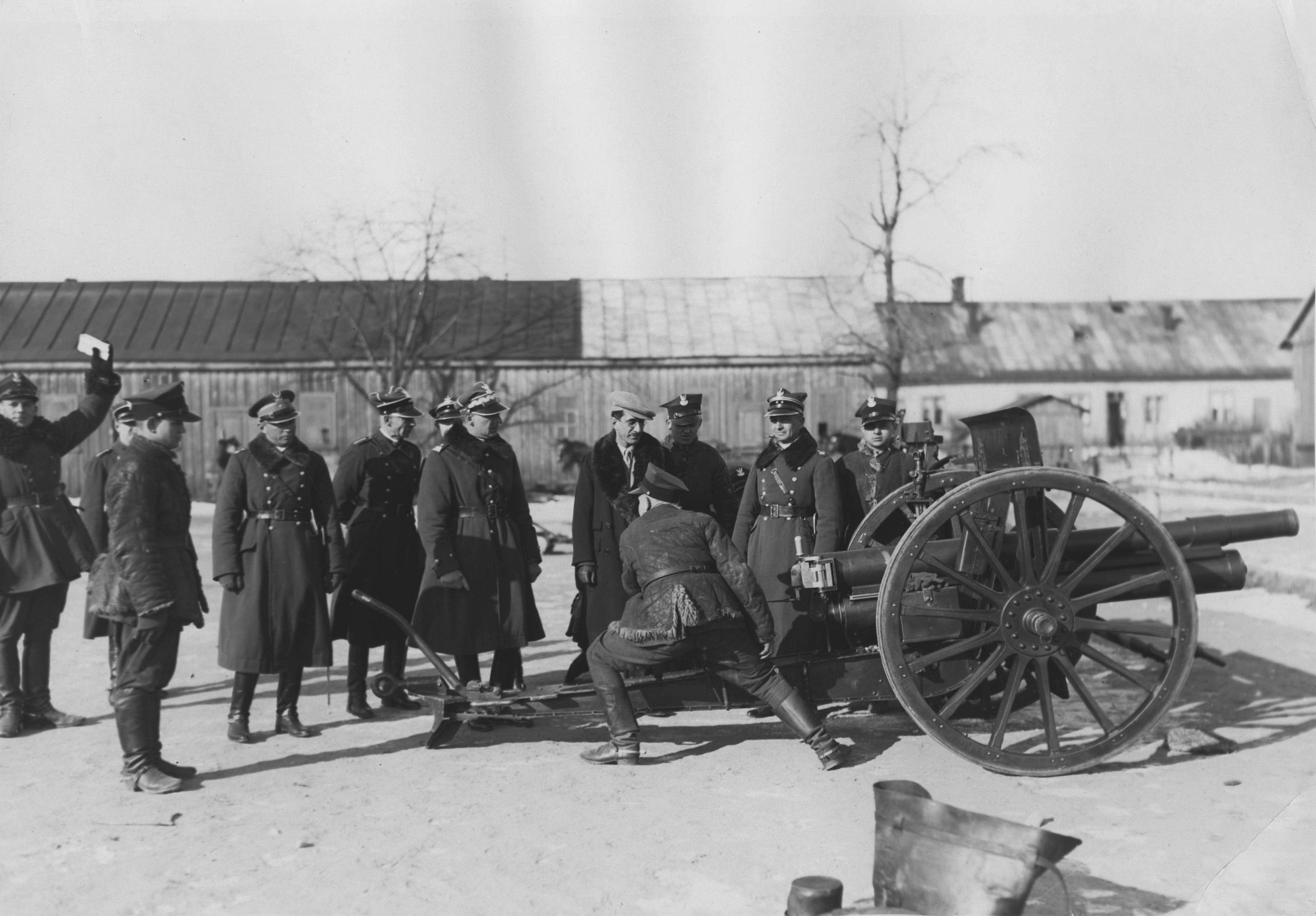
Wizyta posła Afganistanu w 1 pułku szwoleżerów i 1 dak

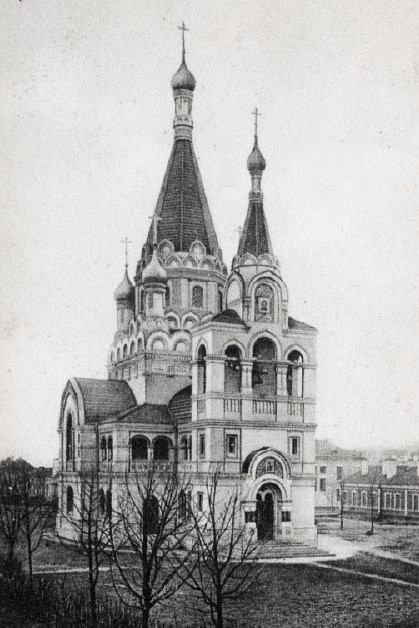
Cerkiew św. Olgi na terenie koszar huzarskich (1912)

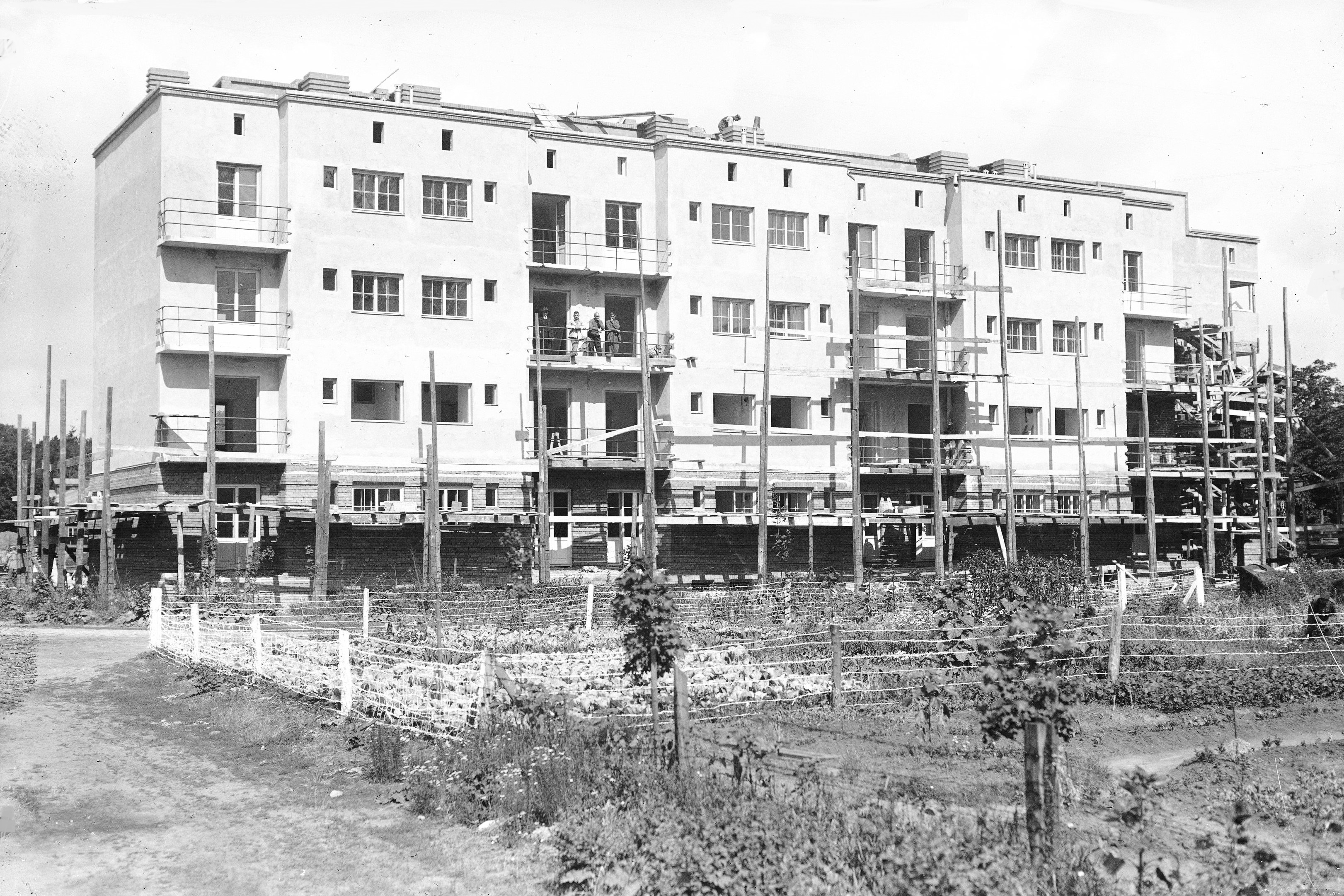
Budynek podoficerski 1 Pułku Szwoleżerów w Koszarach Łazienkowskich w Warszawie; 1930

Koszary Łazienkowskie – kompleksy koszarowe znajdujące się na terenie garnizonu Warszawa.
Przed I wojną światową stacjonowały w nich rosyjskie pułki kawalerii lejbgwardii, a w okresie II Rzeczypospolitej między innymi 1 pułk szwoleżerów i 1 dywizjon artylerii konnej. Na ich terenie pobudowano też obiekty sportowe WKS Legia.

## Charakterystyka
Na terenie garnizonu warszawskiego funkcjonuje kilka kompleksów koszarowych. Jednym z nich był kompleks Koszar Łazienkowskich wzniesiony przez Rosjan w 1818, a następnie modernizowany do 1914. Ich układ i architekturę zaprojektował Wilhelm Henryk Minter. Drewniane z początku baraki zastępowano sukcesywnie obiektami murowanymi. W kwartale dzisiejszych ulic: Myśliwiecka – Łazienkowska – Czerniakowska – Kanał Piaseczyński kwaterował początkowo pułk kirasjerów Lejbgwardii, w kwartale: Kanał Czerniakowski – Czerniakowska – 29 Listopada – Szwoleżerów – Myśliwiecka rozmieszczony był pułk ułanów Lejbgwardii, w kwartale: 29 Listopada – Czerniakowska – Suligowskiego – Podchorążych stacjonował pułk Huzarów Grodzieńskich Lejbgwardii. Jako pierwsze wybudowano koszary kirasjerskie – około 1820, następnie ułańskie, a ostatnie – przed 1830 huzarskie. W tym samym czasie w bezpośrednim sąsiedztwie stawiano budynki folwarku łazienkowskiego, w tym budynek określany jako Koszary Kantonistów (Koszary Inwalidów, Domek Ogrodnika), którego projektantem prawdopodobnie również był Minter.
Po wycofaniu się Rosjan koszary przejęło wojsko niemieckie, a po odzyskaniu niepodległości Wojsko Polskie. Ich pojemność określono na 2150 ludzi i 768 koni. Kwartał koszar kirasjerskich przeznaczony został pod budowę obiektów sportowych WKS Legia, kwartał koszar huzarskich zajął batalion stołeczny, 1 dywizjon artylerii konnej i 2 szwadron pionierów oraz szwadron łączności, a koszary ułańskie zajął 1 pułk szwoleżerów. Kryta ujeżdżalnia przy dzisiejszej ul. Myśliwieckiej 3/5/7 została adaptowana na siedzibę Państwowego Urzędu Wychowania Fizycznego i Przysposobienia Wojskowego. Wybudowana przez Rosjan Cerkiew św. Olgi w Warszawie położona na terenie byłych koszar huzarskich została rozebrana.
W okresie międzywojennym także modernizowano koszary. Większe remonty i przebudowy ruszyły po ustabilizowaniu pokoju w 1921. Główny budynek (nr 123) przebudowano według projektu Kazimierza Tołłoczki z typowego dla dawnych koszar eklektycznego stylu z surową czerwoną cegłą na modernistyczny z jasną tonacją. W czasie przewrotu majowego koszary były polem walki, przez co uległy niewielkim uszkodzeniom, głównie wyposażenia. W 1926, w związku z nadaniem 1 dywizjonowi artylerii konnej imienia Józefa Bema, przed budynkiem nr 132 odsłonięto popiersie jego patrona, a 3 marca 1927 koszary huzarskie nazwano Koszarami im. Gen. Józefa Bema. Dawną cerkiew pułku ułanów Lejbgwardii, przekształcono w rzymskokatolicki wojskowy kościół parafialny pw. św. Teresy i zawieszono w nim tablice upamiętniające poległych szwoleżerów. Stadion WKS Legia i basen zostały oddane do użytku w roku 1930. W latach 30. XX w. w koszarach 1 pułku szwoleżerów wybudowano wartownię i blok podoficerski Funduszu Kwaterunku Wojskowego. Przebudowano też jedną z kuchni i jadalni tworząc z niej pułkową świetlicę i izbę chorych. Powstały też projekty magazynu mobilizacyjnego i magazynu amunicyjnego. Pod koniec lat 30. uregulowano również leżący na terenie koszar i wykorzystywany do kąpieli koni odcinek Kanału Piaseczyńskiego. W tym czasie koszary tworzyły trzy grupy budynków: Duże Koszary Ułańskie (budynki 80–101) między ulicą Myśliwiecką, Kanałem Piaseczyńskim, Czerniakowską i odcinkiem Agrykoli przemianowanym w latach 20. na ulicę Szwoleżerów, Małe Koszary Ułańskie (budynki 1–25) między ulicą Szwoleżerów a 29 Listopada (nazywaną wówczas nieformalnie Huzarską), oraz koszary huzarskie (budynki 24–123) – od ulicy 29 Listopada do ul. Podchorążych.
Od 1936 przy ul. Podchorążych 38, dzieląc koszary z 1. Dywizjonem Artylerii Konnej, stacjonował Dywizjon Konny Policji Państwowej w m. st. Warszawie, utworzony 28 sierpnia 1936 z dotychczasowej Rezerwy Konnej Policji Państwowej m.st. Warszawy. Jednostka była przeznaczona do „specjalnych zadań służby bezpieczeństwa” na terenie miasta stołecznego oraz poszczególnych województw.
Po ogłoszeniu kapitulacji Warszawy w 1939, dawne koszary 1. Pułku Szwoleżerów Józefa Piłsudskiego (między ul. Myśliwiecką a Czerniakowską) przeznaczono na hitlerowski obóz przejściowy.
W okresie II wojny światowej koszary były zajęte przez siły niemieckie. W czasie powstania warszawskiego podjęto kilka nieudanych prób ich zdobycia. W trakcie powstania i zdobywania Warszawy przez siły polsko-radzieckie, Duże Koszary Ułańskie i Małe Koszary Ułańskie zostały bardzo silnie zniszczone, a po wojnie w większości rozebrane. Zachowały się (2019) jedynie pojedyncze obiekty: wartownia przy ul. Szwoleżerów 4 (szkoła), świetlica-izba chorych przy ul. Dragonów 6A (służba zdrowia), blok FKW z pamiątkową tablicą fundacyjną przy ul. Szwoleżerów 7 (mieszkania), koszarowiec przy ul. Szwoleżerów 7A (mieszkania) oraz kościół przy ul. Szwoleżerów 2 (katedra św. Ducha). W kościele zachowała się przedwojenna tablica pamiątkowa, a na terenie kościelnym zainstalowano tablice informacyjne o 1 pułku szwoleżerów i jego koszarach. Stoi tam również kamień upamiętniający bohatera narodowego Finlandii, marsz. Carla Gustafa Mannerheima, który w latach 1911–1914 dowodził stacjonującym w koszarach Lejb-Gwardyjskim Pułkiem Ułanów.
Na terenie dawnych Dużych Koszar Ułańskich przylegającym do ulicy Czerniakowskiej – od ul. Myśliwieckiej do ul. Szwoleżerów, postawiono jedno z osiedli domków fińskich dla budowniczych Pałacu Kultury i Nauki, a w latach 70. wybudowano Osiedle Szwoleżerów. W 1971 jednej z ulic leżących w tym rejonie nadano nazwę Kawalerii, a w 1972 innej – Dragonów.
Na terenie byłych Małych Koszar – od ul. Szwoleżerów, do ul. 29 Listopada wybudowano osiedle mieszkaniowe. Zachowały się 3 budynki byłych koszar.
Koszary huzarskie w czasie II wojny ocalały – tutaj doszczętnie zniszczony został tylko jeden budynek koszarowy; reszta zabudowań została w dobrym stanie, przez co zostały zajęte po wojnie m.in. przez Wojsko Polskie.

## Obiekty wojskowe po 1945
Na początku 1946 z Włoch do koszar 1 dywizjonu artylerii konnej (byłych koszar huzarskich) na ul. 29 listopada 1, został przeniesiony 4 Samodzielny Batalion Ochrony Sztabu Generalnego. W 1951 przeniesiony na ulicę Żwirki i Wigury.
Od 1945 do 1951 w części terenu byłych koszar 1 Dywizjonu Artylerii Konnej im. gen. Józefa Bema przy ul. Podchorążych 38 stacjonował 1 Samodzielny Batalion Łączności Ministerstwa Obrony Narodowej.
W 1947 na część terenu byłych koszar huzarskich,1 Dywizjonu Artylerii Konnej im. gen. Józefa Bema, przeniesiono z Góry Kalwarii, Pułk Ochrony Rządu. Pułk został rozmieszczony w kwadracie; granica Parku Łazienkowskiego, ul. 29 Listopada, ul. Podchorążych i linia wyznaczona budynkami nr. 33, 47, 53, 57 (prostopadła od ul. 29 listopada do ul. Podchorążych). Na początku lat 50 XX w. wyburzono pozostałości starych koszar huzarskich, pozostały tylko budynki nr. 28, 40, 123 i 58 i wybudowano 4 nowe bloki koszarowe oraz kuchnię ze stołówką. Pułk po reorganizacjach i zmianach nazw przebywał w koszarach na ul. Podchorążych 38 do 2001, czyli do czasu rozwiązania Nadwiślańskich Jednostek Wojskowych MSW. Po rozwiązaniu NJW MSW koszary zajmował BOR.
Pozostały teren koszar huzarskich, od granicy z Pułkiem Ochrony Rządu, z budynkami nr. 33, 47, 53 i 57 do ul. Suligowskiego, zajmował od 1956 10 Pułk Samochodowy.  

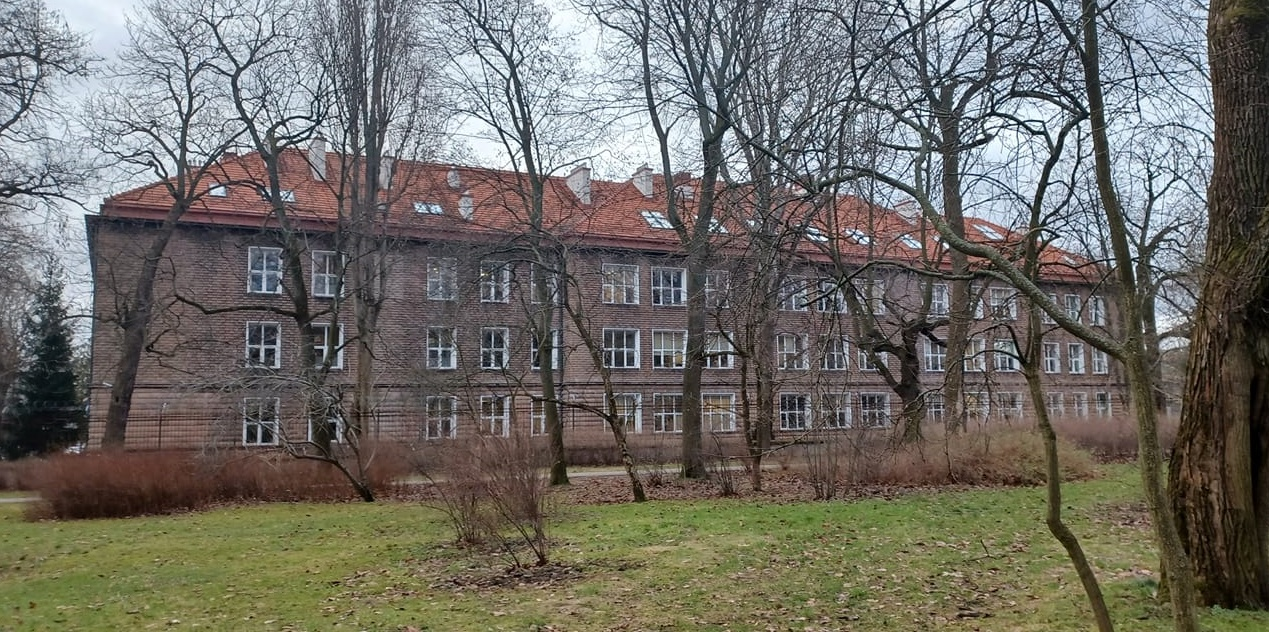
Budynek koszarowy (z 1953) na ul. Podchorążych 38 widok z Parku Łazienkowskiego

Współcześnie teren byłych koszar 1 Dywizjonu Artylerii Konnej im. gen. Józefa Bema między ulicami 29 Listopada i Podchorążych zajmuje Wojsko Polskie (10 Pułk Samochodowy) i Ministerstwo Spraw Wewnętrznych i Administracji (Służba Ochrony Państwa, Komenda Główna Państwowej Straży Pożarnej, Centralne Biuro Śledcze Policji).

## Ochrona konserwatorska

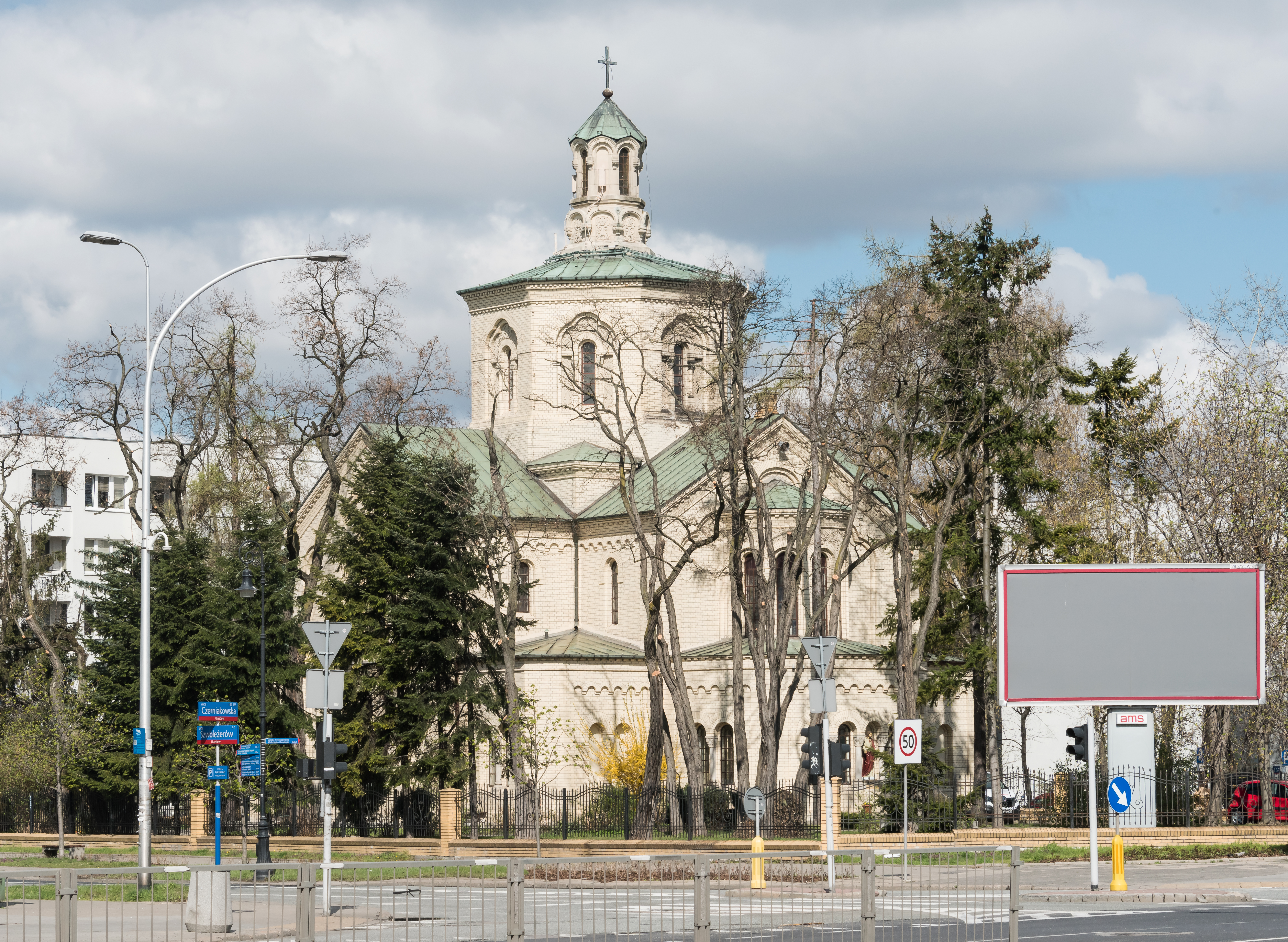
Katedra Świętego Ducha w Warszawie

W XXI w. kilka budynków wpisano do wojewódzkiej ewidencji zabytków. W przypadku jednego z nich, położonego przy ul. 29 Listopada 5, na obrzeżu Łazienek, wojewódzki konserwator zabytków wszczął proces wpisu do rejestru zabytków, ale w trakcie procedury został zburzony przez ówczesnego właściciela. W 2019 do rejestru wpisano budynek przy ul. Szwoleżerów 7A (pod nazwą „budynek koszarowy d. Małych Koszar Ułańskich”, nr A-1787 z 2019-07-24), a rok później przy ul. Szwoleżerów 7 (pod nazwą „dom podoficerski Funduszu Kwaterunku Wojskowego”, nr A-1569 z 2020-03-16) – oba wraz z otoczeniem. Dawna cerkiew koszarowa jest wpisana do rejestru zabytków pod numerem 1000A z 1981-06-10 jako „cerkiew prawosławna, ob. kościół polskokatolicki pw. Świętego Ducha”.
W opublikowanej w 2012 gminnej ewidencji zabytków Warszawy znalazły się budynki przy ul. Szwoleżerów 7 (pod nazwą „Fundusz Kwaterunku Wojskowego – dom podoficerski”) i 7a (pod nazwą „Budynek koszarowy dawnych Małych Koszar Ułańskich; Koszary twierdzy «Warszawa»”), a także 3 (bez dodatkowej nazwy) i 2 (pod nazwą „Cerkiew pw. bł. Martyniana, Kościół garnizonowy 1. Pułku Szwoleżerów Józefa Piłsudskiego / Kościół pw. św. Ducha”). Pod numeracją ulicy 29 Listopada znalazły się; budynek byłych koszar (ul. 29 Listopada 3B obecnie Hotel Łazienkowski) i dom podoficerski Funduszu Kwaterunku Wojskowego (ul. 29 Listopada nr 3). Rok później dodano do niej 8 budynków koszarowych byłych Nadwiślańskich Jednostek Wojskowych MSW pod adresem ul. Podchorążych 38, datowanych na okres od drugiej połowy XIX w. – (3 budynki byłych koszar huzarskich), i 5 wybudowanych w 1953. W 2017 dodano bruk na odcinku ulicy 29 Listopada, a w 2018 jeden z budynków pod adresem ul. 29 Listopada 1 pod nazwą „Koszary Grodzieńskiego Huzarskiego Pułku Lejb-Gwardii – ujeżdżalnia (?); Koszary 1. Dywizjonu Artylerii Konnej im. gen. Józefa Bema”.